# Will Venable
William Dion Venable (né le 29 octobre 1982 à Greenbrae, Californie, États-Unis) est actuellement entraîneur des premières bases chez les Cubs de Chicago de la Ligue majeure de baseball.. Il a auparavant été un voltigeur pour les San Diego Padres, les Texas Rangers et les Los Angeles Dodgers.

## Carrière
Issu de l'Université de Princeton, Will Venable est repêché par les Padres de San Diego en 7e ronde en 2005.
Il fait ses débuts dans les majeures le 29 août 2008, après avoir été rappelé des Beavers de Portland pour remplacer à San Diego le voltigeur blessé Scott Hairston. À sa première présence au bâton à ce premier match, Venable frappe un triple en guise de premier coup sûr dans les majeures face au lanceur des Rockies du Colorado Aaron Cook, puis croise le marbre sur un mauvais lancer de ce dernier. Il passe tout le mois de septembre avec le grand club et claque son premier circuit le 19 septembre à Washington contre Collin Balester, des Nationals.
En 28 parties pour San Diego en 2008, Venable a frappé dans une moyenne au bâton de ,264 avec deux circuits et dix points produits.
En 2009, il dispute 95 matchs pour les Padres, frappant pour ,256 avec 12 coups de circuit et 38 points produits.
Le 18 août 2015, les Padres échangent Venable aux Rangers du Texas contre le receveur des ligues mineures Marcus Greene.
Venable rejoint les Indians de Cleveland sur un contrat des ligues mineures le 26 février 2016. Libéré le 27 mars avant le début de la saison, il signe le 28 un contrat des ligues mineures avec les Phillies de Philadelphie.